# كاثلين كينيدي
كاثلين كينيدي (بالإنجليزية: Kathleen Kennedy)‏ (وُلدت في 5 يونيو 1953) هي منتجة أفلام أمريكية والرئيسة الحالية لشركة لوكاس فيلم. في عام 1981، شاركت بتأسيس شركة أمبلين إنترتاينمنت للإنتاج مع ستيفن سبيلبرغ وفرانك مارشال.
كان إي.تي. ذي إكسترا تيريستريال (1982) فيلمها الأول بصفتها منتجةً. بعد عقد من الزمن، أنتجت مع سبيلبيرغ سلسلة جوراسيك بارك (الحديقة الجوراسية)، وأصبح أول فيلمين من هذه السلسلة ضمن قائمة الأفلام العشرة الأعلى أرباحًا في تسعينيات القرن العشرين. في عام 1992، شاركت بتأسيس شركة ذا كينيدي/مارشال مع زوجها فرانك مارشال. في 30 أكتوبر عام 2012، أصبحت رئيسة شركة لوكاس فيلم بعدما استحوذت شركة والت ديزني عليها مقابل 4 مليارات دولار. تلقت جائزة إيرفنغ جي. ثالبرغ من أكاديمية فنون وعلوم الصور المتحركة في عام 2018.
شاركت كينيدي في إنتاج أكثر من 60 فيلمًا نالت 8 ترشيحات لجائزة الأوسكار، وحصدت 11 مليار دولار حول العالم، متضمنة ثلاثة من الأفلام الأعلى أرباحًا في تاريخ السينما. تحتل كينيدي المنتجة المركزَ الثالث بعد كيفين فيج وستيفن سبيلبرغ في إيرادات شباك التذاكر المحلي، بأكثر من .57 مليار دولار بحلول عام 2020.

## نشأتها
وُلدت كينيدي في بيركلي، كاليفورنيا، ابنةً لديون ماري «ديدي» (دوسو قبل الزواج)، وهي ممثلة مسرحية ظهرت لمرة واحدة، ودونالد كينيدي، وهو قاضٍ ومحامٍ، ولديها شقيقتان. كانت شقيقتها التوأم كوني تعمل سابقًا مديرةَ موقع في كولومبيا البريطانية، كندا، وهي الآن المنتجة التنفيذية لشركة الإنتاج الافتراضي بروفايل استوديوز. دانا ميدلتون سيلبرشتاين هي شقيقتها الأخرى، وتعمل مذيعة تلفزيونية، ومراسلة صحفية، وسكرتيرة صحفية/مديرة اتصالات للحاكم السابق غاري لوك.
تخرجت كينيدي في مدرسة شاستا الثانوية في ريدينغ، كاليفورنيا في عام 1971. تابعت تعليمها في جامعة ولاية سان دييغو حيث تخصصت في الاتصالات والسينما. في عامها الأخير، حصلت كينيدي على وظيفة في محطة تلفزيونية محلية في سان دييغو هي «كي سي إس تي» (كي إن إس دي حاليًا)، حيث تولت العديد من الأدوار بما فيها مشغل الكاميرا، ومحرر الفيديو، ومدير الأرضية، وأخيرًا منسق إنتاج أخبار كي سي إس تي.
بعد عملها في كي سي إس تي، أنتجت للمحطة برنامجًا حواريًا محليًا بعنوان يو آر أون لمدة أربع سنوات قبل الانتقال إلى لوس أنجلوس. حصلت كينيدي في لوس أنجلوس على أول وظيفة لها في مجال إنتاج الأفلام إذ عملت مساعدةً لجون ميليس، الذي كان في ذلك الوقت منتجًا تنفيذيًا لفيلم سبيلبرغ 1941 (1979).

## منتجة أفلام
في أثناء إنتاج فيلم 1941، وخلال عملها مع كاتب السيناريو جون ميليس، لفتت كينيدي انتباه ستيفن سبيلبرغ، الذي عينها مساعدةً له. اتفق كل من سبيلبرغ وكينيدي على أنها كانت كاتبة سيئة بقيت تعمل فقط بسبب أفكارها الجيدة في الإنتاج. عملت كينيدي مساعدة لسبيلبرغ في فيلم رايدرز أوف ذا لوست أرك (سارقو التابوت الضائع) (1981)، ثم منتجة مساعدة له في إنتاج فيلم بوب هوبر بولترجيست (أرواح شريرة) (1982).
بدأت تحظى بسمعة المنتج مع سبيلبرغ في فيلم إي.تي. ذي إكسترا تيريستريال (1982) الذي نال نجاحًا كبيرًا في شباك التذاكر، وتابعت تأدية دورها في معظم أفلامه على مدى العقود الثلاثة اللاحقة. في عام 1982، ساعدت في تأسيس شركة أمبلين إنترتاينمنت للإنتاج وإدارتها مع ستيفن سبيلبرغ وزوجها المستقبلي فرانك مارشال. أنتجت أيضًا فيلم إنديانا جونز آند ذا تيمبل أوف دووم (إنديانا جونز ومعبد الهلاك) (1984) مع جورج لوكاس وفرانك مارشال، وظهرت راقصةً في السلسلة الافتتاحية للفيلم. بعد عملها على أفلام إنديانا جونز، ترقت لتصبح واحدة من منتجي هوليوود الرائدين. أنتجت مع شركة أمبلين ثلاثية باك تو ذا فيوتشر (العودة إلى المستقبل)، بالتعاون مع مخرجين مثل مارتن سكورسيزي، وروبرت زيميكيس، وباري ليفينسون، وكلينت إيستوود. استحوذت على جزء كبير من إدارة شركة أمبلين وشغلت منصب الرئيس حتى عام 1991، حين أنشأت هي ومارشال شركة ذا كينيدي/مارشال بصفقة مع شركة دريم ووركس. واصلت علاقتها التجارية مع سبيلبرغ وأصبحت منتجة لفيلم جوراسيك بارك (1993)، ومنتجة تنفيذية لفيلم الدراما التاريخية شيندلرز ليست (قائمة شيندلر) (1993 أيضًا).
خلال ثمانينيات القرن العشرين وتسعينياته، عملت كينيدي في المجلس الاستشاري للمعهد الوطني لطلبة السينما، وحصلت في عام 1991 على «جائزة غرامي» تقديرًا لدعمها المتميز لصناعة الأفلام الطلابية. كانت كينيدي أيضًا رئيسًا فخريًا للمعهد. في عام 1995، حصلت على جائزة كريستال للنساء المتميزات في صناعة السينما اللاتي ساهمن في توسيع تمكين دور المرأة في صناعة الترفيه من خلال صمودهن وتميزهن في العمل. في عام 2007، كانت كينيدي أول امرأة تحصل على جائزة بالترو للإرشاد لإظهارها التزامًا استثنائيًا بتوجيه الجيل القادم من المخرجين والمديرين التنفيذيين ودعمهم.
كانت كينيدي منتجة لفيلمَي سبيلبرغ وور أوف ذي وورلدز (حرب العوالم) وميونيخ (كلاهما عام 2005)، وحاز الأخير على ترشيح لجائزة الأوسكار. كان مارشال وكينيدي منتجين للنسخة الأمريكية من اثنين من أفلام استوديو غيبلي المتحركة: بونيو (2009) وذا سيكريت وورلد أوف آريتي (آريتي المقترضة) (2012). أنتجت أيضًا فيلم سبيلبيرغ لينكون (2012)، الذي رُشح لسبع جوائز غولدن غلوب واثنتي عشرة جائزة أوسكار.
تنحت كينيدي عن شركة كينيدي/مارشال في شهر مايو من عام 2012، تاركة مارشال المديرَ الوحيد للشركة. أصبحت كينيدي في الشهر التالي شريكة لجورج لوكاس في شركة لوكاس فيلم المحدودة. ترقت إلى منصب الرئيس حين باع لوكاس الشركة لديزني. في عام 2018، مُدد عقد كينيدي لتظل رئيسًا لشركة لوكاس فيلم لمدة ثلاث سنوات أخرى، حتى عام 2021. كانت رئيسة مشاركة (مع تيم غيبونز) لنقابة المنتجين الأمريكيين لفترة 2001-2002.
في عام 2019، عُينت قائدة فخرية لوسام الإمبراطورية البريطانية، وذلك بسبب خدماتها في إنتاج الأفلام في المملكة المتحدة. في السنة نفسها، أُعلن أنها سوف تحصل على زمالة بافتا (الأكاديمية البريطانية لفنون الأفلام والتلفزيون) في عام 2020.

## فيلموغرافيا
- رايدرز أوف ذا لوست أرك (سارقو التابوت الضائع) (مساعد لستيفن سبيلبرغ، 1981)
- بولترجيست (أرواح شريرة) (منتج مساعد، 1982)
- إي.تي. ذي إكسترا تيريستريال (منتج، 1982)
- كريب شو (منتج مساعد، الجزء: «ذا كريت»، 1982)
- توايلايت زون: ذا موفي (منتج مساعد، الجزء 2، 1983)
- غريملينز (منتج منفذ، 1984)
- إنديانا جونز آند ذا تيمبل أوف دووم (إنديانا جونز ومعبد الهلاك) (منتج مساعد، 1984)
- ذا كولور بربل (اللون الأرجواني) (منتج، 1985)
- يونغ شيرلوك هولمز (منتج منفذ، 1985)
- باك تو ذا فيوتشر (العودة إلى المستقبل) (منتج منفذ، 1985)
- ذا غونيز (منتج منفذ، 1985)
- فاندانغو (المنتج منفذ، 1985)
- أن أميريكان تيل (منتج منفذ، 1986)
- ذا موني بت (حفرة المال) (منتج، 1986)
- باتاريز نات إنكلوديد (منتج منفذ، 1987)
- إمباير أوف ذا صن (إمبراطورية الشمس) (منتج، 1987)
- إينرسبيس (الفضاء الداخلي) (منتج منفذ مشارك، 1987)
- ذا تشاينا أوديسا: ‘إمباير أوف ذا صن’، أ فيلم باي ستيفن سبيلبرغ (منتج مساعد، 1987)
- ذا لاند بيفور تايم (منتج منفذ مشارك، 1988)
- هو فريمد روجر رابيت (من ورط الأرنب روجر) (منتج منفذ، 1988)
- أولويز (منتج، 1989)
- باك تو ذا فيوتشر بارت 2 (العودة إلى المستقبل 2) (منتج منفذ، 1989)
- داد (منتج منفذ، 1989)
- إنديانا جونز آند ذا لاست كروسيد (إنديانا جونز والحملة الصليبية الأخيرة) (منتج مساعد، 1989)
- تومي تربل (منتج منفذ، 1989)
- أراكنوفوبيا (منتج، 1990)
- غريملنز 2: ذا نيو باتش (منتج منفذ، 1990)
- رولر كوستر رابيت (منتج منفذ، 1990)
- باك تو ذا فيوتشر بارت 3 (العودة إلى المستقبل 3) (منتج منفذ، 1990)
- جو فيرسس ذا فولكينو (منتج منفذ، 1990)
- هوك (منتج، 1991)
- أن أميريكان تيل: فيفيل غوز ويست (منتج منفذ، 1991)
- كيب فير (خليج الخوف) (منتج منفذ، 1991)
- أ بريف هيستوري أوف تايم (منتج منفذ غير معتمد، 1991)
- أ ويش فور وينغز ذات ووركس (منتج منفذ تلفزيوني، 1991)
- نويزس أوف (منتج منفذ، 1992)
- شيندلرز ليست (قائمة شيندلر) (منتج منفذ، 1993)
- وير باك! أ دايناسورز ستوري (منتج منفذ، 1993)
- أ دينجرس وومان (امرأة خطرة) (منتج منفذ، 1993)
- جوراسيك بارك (الحديقة الجوراسية) (منتج، 1993)
- أ فار أوف بليس (منتج منفذ، 1993)
- ترايل ميكس أب (منتج منفذ، 1993)
- ألايف (الناجين) (منتج، 1993)
- ميلك موني (منتج، 1994)
- ذا فلينستونز (منتج منفذ، 1994)
- بالتو (منتج منفذ، 1995)
- ذي إنديان إن ذا كابرد (منتج، 1995)
- كونغو (منتج، 1995)
- ذا بريدجز أوف ماديسون كاونتي (منتج، 1995)
- تويستر (إعصار) (منتج، 1996)
- ذا بيست أوف روجر رابت (منتج منفذ، 1996)
- ذا لوست وورلد: جوراسيك بارك (العالم المفقود: الحديقة الجوراسية) (منتج منفذ، 1997)
- أ ماب أوف ذا وورلد (منتج، 1999)
- سنو فولينغ أون سيدرز (منتج، 1999)
- ذا سيكس سينس (الحاسة السادسة) (منتج، 1999)
- أوليمبيك غلوري (منتج منفذ، 1999)
- جوراسيك بارك 3 (الحديقة الجوراسية 3) (منتج، 2001)
- إيه. آي. أرتيفيشيال إنتيليجنس (إيه. آي. الذكاء الاصطناعي) (منتج، 2001)
- ذا سبورتس بيجز (منتج منفذ تلفزيوني، 2001)
- ساينز (الإشارات) (منتج منفذ، 2002)
- ذي يونغ بلاك ستاليون (منتج منفذ، 2003)
- سيبيسكيت (منتج، 2003)
- ميونيخ (منتج، 2005)
- وور أوف ذي وورلدز (حرب العوالم) (منتج، 2005)
- برسبوليس (منتج منفذ، 2007)
- ذا دايفينغ بيل آند ذا باترفلاي (قناع الغوص والفراشة) (منتج، 2007)
- ذا كيوريوس كيس أوف بنجامين بتن (الحالة المحيرة لبنجامين بتن) (منتج، 2008)
- إنديانا جونز آند ذا كينغدوم أوف ذا كريستال سكُل (إنديانا جونز ومملكة الجمجمة الكريستالية) (منتج منفذ، 2008)
- بونيو (منتج مشارك للنسخة الأمريكية، 2009)
- ذا لاست إيربندر (منتج منفذ، 2010)
- هيرافتر (منتج مشارك مع كلينت إيستوود، وروبرت لورينز، وستيفن سبيلبرغ، 2010)
- ذي أدفنتشرز أوف تن تن (مغامرات تان تان) (منتج، 2011)
- وور هورس (حصان حرب) (منتج، 2011)
- ذا سيكريت وورلد أوف آريتي (المنتج المنفذ للنسخة الأمريكية، 2012)
- لينكون (منتج، 2012)
- ستار وورز: ذا فورس أويكنس (حرب النجوم: القوة تنهض) (منتج، 2015)
- ذا بي إف جي (العملاق الودود الضخم) (منتج منفذ، 2016)
- ذا غيرل أون ذا ترين (فتاة القطار) (منتج منفذ غير معتمد، 2016)
- روغ ون: أ ستار وورز ستوري (المارقة: قصة من حرب النجوم) (منتج، 2016)
- ستار وورز: ذا لاست جيداي (حرب النجوم: الجيداي الأخير) (منتج، 2017)
- سولو: أ ستار وورز ستوري (سولو: قصة من حرب النجوم) (منتج، 2018)
- ذا ماندلوريان (الماندلوري) (منتج، 2019)
- ستار وورز: ذا رايز أوف سكاي ووكر (حرب النجوم: الحلقة التاسعة) (منتج، 2019)
- فيلم إنديانا جونز الخامس بلا عنوان (منتج، 2022)

## روابط خارجية
- كاثلين كينيدي على موقع IMDb (الإنجليزية)
- كاثلين كينيدي على موقع مونزينجر (الألمانية)
- كاثلين كينيدي على موقع ألو سيني (الفرنسية)
- كاثلين كينيدي على موقع ميوزك برينز (الإنجليزية)
- كاثلين كينيدي على موقع بوكس أوفيس موجو (الإنجليزية)
- كاثلين كينيدي على موقع قاعدة بيانات الأفلام السويدية (السويدية)
- كاثلين كينيدي على موقع إن إن دي بي (الإنجليزية)
- كاثلين كينيدي على موقع قاعدة بيانات الفيلم (الإنجليزية)